# وی۱۴۰۱ عقاب
وی۱۴۰۱ عقاب یک ستاره است که در صورت فلکی عقاب قرار دارد.